# موجيتش
موجيتش ( Italian: ‎[mudˈdʒɔ]‏ ، Lombard:  ؛ ميلانو: موج) هي مدينة (بلدية) في مقاطعة مونزا وبريانزا في منطقة لومباردي الإيطالية ، وتقع على بعد حوالي 15 كيلومتر (9 ميل) شمال شرق ميلانو . حصلت على اللقب الفخري للمدينة بمرسوم رئاسي في 27 سبتمبر 1992.
وتقع موغيو على حدود البلديات التالية: ليسوني ,ديزيو ,مونزا ,نوفا ميلانيسي وشينيسيلو بالسامو .

## المعالم الرئيسية

### فيلا كاساتي ستامبا دي سونسينو
فيلا كاساتي ستامبا ، والتي أصبحت الآن قاعة بلدية موغيو ، وهي عبارة عن مبنى كلاسيكي جديد صممه المهندس المعماري النمساوي Leopold Pollack في عام 1798. وتم بناء المسكن على مبنى كان موجودًا مسبقًا من القرن السادس عشر. حيث كانت الفيلا محاطة بحديقة تزيد مساحتها عن عشرين ألف متر مربع (ما يقارب من خمسة أفدنة ) ، مصممة كحديقة إنجليزية .واليوم ، تم تغيير الحديقة ووضعها كملعب رياضي.

### ضريح كاساتي ستامبا دي سونسينو
ضريح كاساتي ستامبا سونسينو هو نصب تذكاري في مقبرةموغيو الحضرية ،حيث تم بناؤه عام 1830.

## المواصلات
يتم تقديم موغيو من خلال محطة ليسون-موجيو للسكك الحديدية .